# 1877 na música

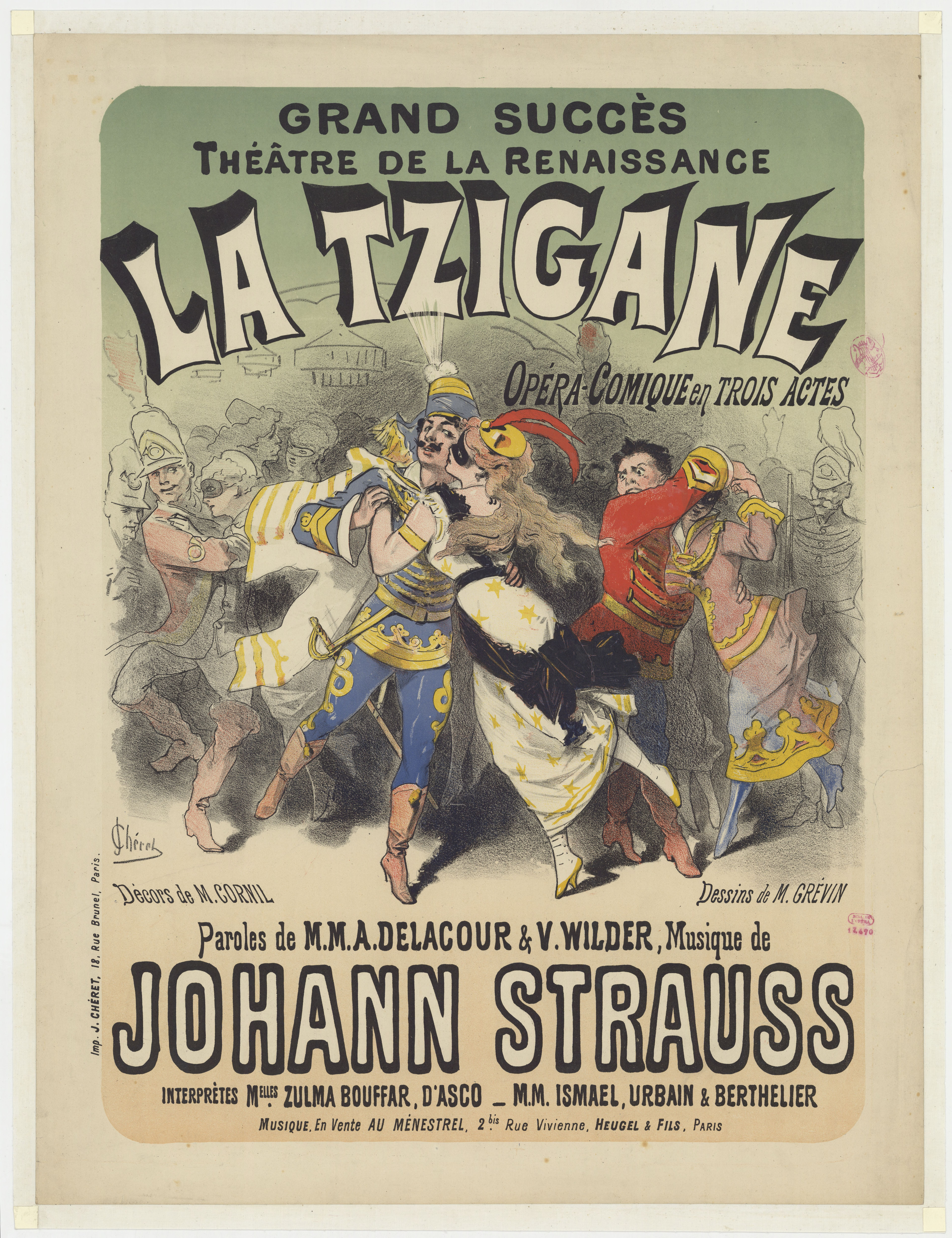
Strauss - La Tzigane pôster.

## Nascimentos
| Data           | Nome               | Profissão  | Nacionalidade | Observações | Ref |
| -------------- | ------------------ | ---------- | ------------- | ----------- | --- |
| 21 de Novembro | Sigfrid Karg-Elert | compositor | Alemanha      | m. 1933     |     |

## Mortes
| Data       | Nome              | Profissão                                           | Nacionalidade | Observações | Ref |
| ---------- | ----------------- | --------------------------------------------------- | ------------- | ----------- | --- |
| 3 de Junho | Ludwig von Köchel | musicólogo, escritor, compositor, botânico e editor | Áustria       | n. 1800     |     |